# 9Dragons
9Dragons è un videogioco MMORPG pubblicato dalla casa coreana Indy21 e riadattato al mercato occidentale per Acclaim Games dall'autore statunitense Steven-Elliot Altman. Il gioco mantiene la tradizionale grafica 3D e i tipici controlli dei giochi di tipo MMO. Ambientato in Cina durante la Dinastia Ming, include la geografia cinese e caratteristiche storiche come la Grande muraglia cinese e il famoso Tempio Shaolin. Il 26 agosto 2010 la Acclaim Games è stata chiusa. 9Dragons dovrebbe essere distribuito nel prossimo futuro dalla GamersFist.
I Clan che il giocatore può scegliere utilizzano diversi stili di Kung Fu e sono divisi in due fazioni principali, i "White Clans" (Fedeli all'Imperatore) e i "Black Clans" (che non gli hanno giurato fedeltà). I White Clans si dividono in: "Shaolin" (che accettano solo discepoli maschi), "Wu-Tang" e "The League of Beggars"(la lega dei mendicanti). Mentre i Black Clans si dividono in: "Sacred Flower" (che accettano solo discepoli femmina), "The Brotherhood of Thieves" (la fratellanza dei ladri) e "Heavenly Demon Clan". Ogni clan ha diversi ma simili requisiti che il giocatore deve soddisfare per entrarvi. Ci sono anche tre clan avanzati che non sono ancora stati implementati in nessuna versione di 9Dragons: "The Union of Noble Families" (L'Unione delle famiglie nobiliari),"The Black Dragon Clan" (Il Clan del Drago Nero) e "Disciples of the Iron Fist" (Discepoli del Pugno di Ferro). Non si sa ancora molto su questi clan.

## Sviluppo e distribuzione
Indy21, sviluppatore coreano, ha creato l'originale 9Dragons e ha poi stretto accordi con Persistent Worlds e Acclaim per la messa in commercio del gioco sui mercati europei e nordamericani. La storia della versione originale della Indy21 è stata scritta da un romanziere Wuxia, Jwa Baek, e in seguito Steven-Elliot Altman è stato assunto da Acclaim per riscrivere interamente la trama così da renderla appetibile al pubblico occidentale. Steven-Elliot Altman non lavora più per la versione americana di 9Dragons.
Entrambe le compagnie resero disponibile il gioco al pubblico in Open Beta nel gennaio 2007. L'accordo che Indy21 ha stipulato con le due case permetteva alle stesse di vendere e divulgare il videogioco nei metodi da loro preferiti. Acclaim decise di mantenere il gioco Free to Play, ossia gratuito, e di integrare banner pubblicitari e un Item Mall per ottenere profitti. In seguito, però, Persistent Worlds ha abbandonato il progetto e chiuso i server da loro gestiti, lasciando così ad Acclaim l'esclusiva anche per i server europei.
Il gioco, oltre che in inglese, è disponibile anche in rumeno, francese e tedesco.

## Storico delle versioni
La versione commerciale di Acclaim del gioco è la 3.1 (al 4 gennaio, 2007), dove sono state effettuate alcune modifiche, qualche miglioramento all'interfaccia grafica, e integrate alcune funzioni (come quelle di Yin, Yang, Body e Soul nella finestra del personaggio) come anche alcune pubblicità. Notabile è comunque la rimozione della possibilità di usare Bot per migliorare le abilità in quanto alcune, ad alti livelli richiedono 32 utilizzi per ottenere uno 0.01% di esperienza. non è ancora chiara l'influenza che avrà questa mossa sulla popolarità del gioco. Le versioni 20 e 21 furono introdotte nell'ottobre del 2007 e il livello massimo fu aumentato dal 120 al 159 con la versione 21. Un notevole cambiamento fu introdotto con la patch 19: fu introdotta la seconda parte delle "Roads To The Dragon". Poiché queste missioni rimangono comunque per giocatori di livello basso, è prevedibile che introducano alla seconda parte del gioco. Recentemente, la velocità sviluppo delle abilità è stato aumentato di 5 volte, che diventano 10 nei periodi di doppia esperienza, quest'aumento ha portato alcune discussioni riguardanti la correttezza di queste azioni tra i giocatori veterani.
In ogni caso, la patch 30 ha ridotto la velocità di sviluppo delle abilità a 4 volte.
In agosto è stato detto ai giocatori che una nuova mappa sarebbe stata presto disponibile (per breve tempo diffusa a settembre poi rimossa per una quantità eccessiva di bug). Giunti alla patch 35 (del 18 marzo 2008), la nuova mappa Liaodong è stata pubblicata senza i bug precedenti.
Il lancio della patch 44 causò tumulti nella community di 9Dragons poiché includeva il nuovo sistema di pubblicità integrata. Questo sistema pubblicitario che si trova tuttora in versione beta è attualmente sotto revisione. La patch 48 ha rimosso un bug che permetteva ai giocatori di nascondere il banner lasciando solo una striscia nera in cima allo schermo.
Introdotta con la patch 49 la nuova mappa glaciale "North Sea Icy Palace".
L'8 dicembre 2008, Acclaim lancia la Patch 63 per 9Dragons. È una patch maggiore, e introduce nuove missioni, nuovi oggetti, nuove abilità, Maestrie avanzate, e il ruolo avanzato. Molte di queste novità, vennero però oscurate dall'enorme quantità di bug che la comunità riscontrò.
Tra i più conosciuti, l'impossibilità di effettuare scambi tra giocatori, in quanto gli oggetti da scambiare scomparivano (e riapparivano dopo aver riloggato), vestiti specifici dei clan non indossabili, ricomparsa dell'inefficienza del controllo del livello (con la quale giocatori di livello basso potevano indossare vestiti con requisiti di livello maggiori) e, più notevole alcuni giocatori si trovarono la difesa a 0.
In modo particolare l'annullamento della difesa di alcuni giocatori creò grande scompiglio nella comunità online. Ha creato un grande sbilancio tra i giocatori ingigantito dai. Questo è il momento in cui si ritiene sia cominciato il dominio del ruolo del Nuker (mago).
Le Patch 64 e 65 furono pubblicate per sopperire ad alcuni di questi problemi, come il bug sugli scambi, e quello dei vestiti ma l'incapacità nel gestire le tensioni dei giocatori unitamente alle relazioni già compromesse tra giocatori e sviluppatori hanno fatto in modo che le proteste continuassero.
Le patch dalla 70 alla 74 introdussero grandi cambiamenti e nuove caratteristiche da molti anticipate del gioco. Probabilmente la più grande fu la possibilità di scegliere la lingua tra Francese Tedesco, Rumeno, Portoghese, Spagnolo.
Nuovi epiteti di killer furono inclusi in queste patch come quello della "Mansion of the Golden Coins" e della "Wild Tower" e sempre in questo periodo, furono implementati i vestiti per la difesa e le armi dei mercanti, accoppiati con gli oggetti da collezionare necessari ad ottenerli (golden thread, flowstones e iron pieces).
le patch successive videro l'implementazione delle "Drop Rate Card" e delle "Experience Card" nell'Item Mall (relativamente carte che danno bonus alla frequenza di drop e al grado di esperienza), la mappa "North Sea Icy Palace" vide l'introduzione di nuovi boss e di un dungeon (successivamente scoperto buggato) e una miriade di modifiche alle abilità e alle maestrie venne inserito. Successivamente venne inserito a Liaodong un dungeon (chiamato "Vault of Rising Dragon") totalmente funzionante. Questo avrebbe offerto un nuovo epiteto, ma nulla di nuovo come drop.
La patch 77 vide l'introduzione di vestiti droppabili dai boss dei dungeon attualmente implementati nel gioco. Vennero anche introdotte speciali armi "Heremit" con 3 slot e venne risolta una vasta gamma di problemi tecnici.
Recentemente un sondaggio del 2009 ha mostrato la volontà dei giocatori. Prendendo riferimento dal sondaggio del 2008 quando le direttive ricevute furono in gran parte messe in atto, sembra dato per scontato che i problemi con le possibilità di successo dei refine, la varietà delle quest e la differenziazione di aspetto degli NPC sono alcuni degli aspetti su cui Indy21 e Acclaim focalizzeranno il loro lavoro per quest'anno.
Nel periodo tra le patch 77 e 80 si vide l'inclusione di talismani e di pepite relativamente per migliorare abiti e armi, oltre a degli oggetti per migliorare le armi (groove cutter e separators)
La patch 80 vide grandi cambiamenti, come la rimozione del pesante sistema pubblicitario all'interno del gioco. 
In parallelo si vide anche la fine dell'Acclaim Membership, con la quale, dietro al pagamento di somme si avevano sconti e benefici simili.

## Problemi relativi alle patch
Acclaim deve ancora rispondere alle confuse voci riguardo alla loro capacità di controllo sui server. Visto che problemi sui server sono stati presenti nel periodo compreso tra il lancio delle patch 70 e 81 (dell'8 giugno 2009) e che hanno creato e alimentato tensioni nella community di giocatori. Tra i problemi segnalati tra i più importanti, la gestione degli "eventi" (doppia esperienza - drop speciali ecc.), Sbilanciamenti eccessivi tra ruoli e nel PvP, sicurezza degli account, casi di scam e indagini, ricorsi e problemi con giocatori dei livelli più alti.
Un esempio notevole è quello dell'introduzione delle "Dragon Scales", oggetti che servono a non rompere le armi in caso di fallito refine.
Questi oggetti, ottenibili solo tramite l'Item Mall sono molto ricercato e procurano a giocatori senza scrupolo modo di frodare altri giocatori privandoli dei loro beni. L'emersion dei questa situazione ha creato situazioni veramente problematiche sia per le vittime sia per gli amministratori. La risposta a questi problemi è stata molto dibattuta, ma ultimamente acclaim, nella sezione ufficiale del forum ha ripetuto che il giocatore ha la piena responsabilità sulle sue azioni e se lo scammer viene identificato verrà bannato a vita, ma gli oggetti persi non saranno restituiti.
Cautela e discrezione personale sono consigliate in ogni caso da Acclami sia sul forum sia nel gioco e rimangono l'unica autodifesa da queste circostanze

## Ruoli
Dopo aver raggiunto Opening Chi 1, i giocatori possono scegliere un ruolo nel clan. A Elemental Crown 6, il giocatore può ottenere un grado superiore, ottenendo nuove abilità. i ruoli hanno tutti nomi diversi, ma sono di 4 tipi diversi:
- Warrior: I Guerrieri sono i maestri dell'arma principale del clan. Sono i primi a lanciarsi in combattimento e tutte le loro abilità sono incentrate sull'arrecare il massimo danno possibile agli avversari. Sono molto importanti per loro Forza, Costituzione e Destrezza, mentre l'"Essence" è difficile da incrementare.
- Strategist (Curatori): I Curatori del clan utilizzano l'arma secondaria, ma le loro abilità si focalizzano principalmente sul potenziare e sul curare gli altri membri. condivide la abilità di base con l'ibrido, ma il curatore è in crado di curare ferite interne ed esterne, a differenza dell'ibrido. Per loro sono importanti Essence e Conoscenza, mentre la Costituzione è difficile da incrementare
- Chi Kung Artist (Maghi): I maghi sono specialisti nelle arti del Chi Kung del loro clan. si specializzano nell'infliggere danni dalla lunga distanza e la maggior parte delle loro abilità infligge molti danni. Fondamentali sono Essence e Conoscenze mentre la forza è il loro punto debole, sono scarsi nel combattimento corpo a corpo
- Holist (ibrido): L'ibrido è un esercito in una persona, conosce buona parte delle varie arti del suo clan, dall'utilizzo dell'arma secondaria del clan all'utilizzo del chi kung alla possibilità di potenziare e curare. Importanti Costituzione ed Essence hanno difficoltà con la Conoscenza.

Elenco qui di seguito gli effetti dei vari aumenti di statistica sulle caratteristiche del personaggio
- +1 con = +35 hitpoints
- +1 essence = +25 VE, +3 chi kung defense, +4 chi kung damage.
- +1 str = +5 defense, +6 damage
- +1 dex = +4 dodge, +4 attack rating
- +1 wis = +2 chi kung dodge, +2 chi kung attack rating

Ogni Ruolo ha nomi diversi in base al clan di appartenenza:
- White Clans
  - Shaolin
    - Luohan Monk (Guerriero) Armi a bastone
    - Diamond Monk (Curatore) Guanti
    - Exorcist Monk (Mago) Bracciali (armi che aiutano lo scorrere dell'Energia)
    - Deva Monk (Ibrido) Guanti

  - Wu Tang
    - Blue Dragon (Guerriero) Spada
    - Red Phoenix (Curatore) Guanti
    - Black Tortoise (Mago) Bracciali (armi che aiutano lo scorrere dell'Energia)
    - White Tiger (Ibrido) Guanti

  - The League of Beggars
    - Vanguard Beggar (Guerriero) Bastoni
    - Strategy Beggar (Curatore) Guanti
    - Dragon Beggar (Mago) Bracciali (armi che aiutano lo scorrere dell'Energia)
    - Spirit Beggar (Ibrido) Guanti
- Black Clans
  - Sacred Flower
    - Mistress of War (Guerriero) "Flying Wheels"
    - Mistress of Heaven (Curatore) Spade Corte
    - Mistress of Spirit (Mago) Bracciali (armi che aiutano lo scorrere dell'Energia)
    - Mistress of Cloud (Ibrido) Spade Corte

  - Heavenly Demon
    - Blood Demon (Guerriero) Sciabole
    - Phantom Demon (Curatore) Guanti
    - Storm Demon (Mago) Bracciali (armi che aiutano lo scorrere dell'Energia)
    - Fire Demon (Ibrido) Guanti

  - The Brotherhood of Thieves
    - Warrior Bandit (Guerriero) Lance
    - Strategist Bandit (Curatore) Ascia
    - Armored Bandit (Mago) Bracciali (armi che aiutano lo scorrere dell'Energia)
    - Taishan Bandit (ibrido) Ascia

I ruoli avanzati sono uguali a quelli sopra citati solo con l'aggiunta del suffisso "Senior". Per Esempio, un Blue Dragon, dopo aver ricevuto il ruolo avanzato, diventerà un Senior Blue Dragon.

## Caratteristiche di gioco

### Livelli
Il gioco utilizza un sistema di livelli unico nel suo genere, ogni livello ha 12 "Cheng", quasi un sistema di sottolivelli. Tutte le volte che un personaggio sale di livello (per esempio passa da Losing Self 12 a Gathering Chi 1) bisogna superare un mini gioco che, in base alla velocità al quale viene eseguito attribuisce punti abilità bonus (normalmente 6 punti "chi", di più se si completa il minigioco in poco tempo)
| Livello   | Corrispondente in gioco |
| 1 - 12    | Cheng 1-12 di Losing Self |
| 13 - 24   | Cheng 1-12 di Gathering Chi |
| 25 - 36   | Cheng 1-12 di Opening Chi (Il Ruolo viene assegnato a Opening Chi 1)                                                                                                |
| 37 - 48   | Cheng 1-12 di Revolving Chakra |
| 49 - 60   | Cheng 1-12 di Raising Light (Raising Light 12 è il livello massimo a cui un personaggio può cambiare ruolo)                                                         |
| 61 - 72   | Cheng 1-12 di Five Dragons (Il livello minimo per utilizzare abiti "mansion" (white clan) e "Wild Tower" (Black Clan) è FD12)                                       |
| 73 - 84   | Cheng 1-12 di Sun and Moon |
| 85 - 96   | Cheng 1-12 di Golden Blossoms |
| 97 - 108  | Cheng 1-12 di Elemental Crown (Un personaggio ottiene l'upgrade al ruolo a Elemental Crown 6 (lvl 102) e può utilizzare i nuovi vestiti del clan a EC 8 (lvl 104))* |
| 109 - 120 | Cheng 1-12 di Floral Crown |
| 121 - 132 | Cheng 1-12 di Crimson Snake (Crimson Snake 3 (lvl 123) è il livello più basso dei mostri di "North Sea icy Palace")                                                 |
| 133 - 144 | Cheng 1-12 di Golden Lotus |
| 145 - 156 | Cheng 1-12 di Humble Master |
| 157 - 168 | Cheng 1-12 di Little Master (Si dice che per unirsi ai clan avanzati sia richiesto il Cheng 4 di Little Master, ma questi clan non sono ancora implementati)        |
| 169 - 180 | Cheng 1-12 di Hermit |
| 181 - 192 | Cheng 1-12 di Projected Soul (Projected Soul 1 (lvl 181) è il livello massimo raggiungibile con la patch 79)                                                        |
| 193 - 204 | Cheng 1-12 di Dissolved Body |
| 205 - 216 | Cheng 1-12 di Immortal (Cheng 12 of Immortal è il più alto livello raggiungibile dai giocatori)                                                                     |
| 217 - 228 | Cheng 1-12 di Heavens Gate (Accessibile solo ai GMs) |
| 229 - 240 | Cheng 1-12 di Heavenly Immortal (Accessibile solo ai GMs) |

- I ruoli avanzati del clan sono conosciuti come "Livello 2", e trattati in gioco come un "2nd Role" (secondo ruolo) e richiedono che un personaggio di livello uguale o superiore a "Elemental Crown 6" completi con successo una nuova parte delle quest denominate "Roads to the Dragon". Dopo aver completato questa serie di quest viene premiato con l'attribuzione del secondo ruolo e con vestiti indossabili da "Elemental Crown 8".

Contemporaneamente al lancio dei nuovi ruoli sono stati pubblicati dei manuali che permettono al giocatore di migliorare le sue abilità, superando il precedente limite del "Cheng 10" e raggiungendo i Cheng 11 e 12. Alcuni di questi tomi (come quelli per le abilità "Active" sono buggati o non ancora implementati).
Sono inoltre disponibili nuove abilità per i giocatori che hanno ottenuto il secondo ruolo.

### Sistema di combattimento
In 9Dragons ci sono sia il sistema Giocatore contro Giocatore (PvP, Player vs. Player) sia il sistema Giocatore contro Computer (PvE), in base al server e alla mappa in cui ti trovi. Nelle aree PvP, come ad esempio le "Bloody Plains" (Pianure insanguinate), puoi attaccare gli altri giocatori, tranne coloro che appartengono al tuo stesso clan, è comunque possibile attaccare giocatori del tuo clan indossando una maschera acquistabile da un personaggio non giocante ad Hefei. Quando uccidi altri giocatori in PvP ottieni dei punti "Karma", Simile al sistema di reputazione in altri giochi. Ci sono due tipi di Karma:
- "Good Karma" (Reputazione Buona): si ottiene sia in PvP, uccidendo nemici di fazione opposta (Un membro dei "White clans" lo ottiene uccidendo i membri dei "Black Clans"), sia in PvE ogni 100 Mob si ottiene un punto.
- "Bad Karma" (Reputazione Cattiva): Si ottiene solo in PvP, uccidendo membri di clan appartenenti alla propria fazione.

Quando vengono raggiunti livelli di karma particolari si viene premiati con un epiteto, che serve ad utilizzare particolari reliquie e oggetti (diversi da Good a Bad Karma)

### "Hero Band" e "Hero League"
Nel gioco vi sono piccole comunità chiamate "Hero Bands". Un giocatore può creare una Band una volta raggiunto il livello 49 (Raising Light 1) e dopo aver completato una quest. La band può deve avere un master e può avere fino a 10 leader e un massimo di 40 membri. Il Master seleziona i leader. Le "Hero League" sono alleanze create da più "Hero Bands", con un massimo di 5. Unico requisito per creare una "league" è che tutte le band siano della stessa fazione.

### Blood Essence
C'è un raro materiale nel gioco, conosciuto come "Blood Essence" (Essenza del Sangue, abbreviato con "BE"). Può essere ottenuto da rari drop da parte dei mostri, dall'uccisione dei boss, o raggiungendo 999 "Blood Count", il "Blood Count" è un numero che deriva dalla quantità di mostri uccisi da un giocatore, quando raggiunge 999 il giocatore ottiene una BE e il "Blood Count" torna a 0, il Blood count viene resettato anche quando un giocatore muore scontrandosi con mob o quando viene ucciso dal veleno della "Conquerror's Cave"
Le "Blood Essence" vengono utilizzate per raffinare (o potenziare) le armi (le armi raffinate sono riconoscibili poiché circondate da un'aura colorata). il livello di potenziamento massimo raggiungibile attualmente nel gioco è +12 (arma raffinata con materiali sempre migliori e sempre più costosi 12 volte), ogni volta che si tenta di raffinare un'arma si ha un rischio sempre crescente di fallire il potenziamento, che comporta la rottura dell'arma in questione. Armi con attributi speciali hanno più possibilità di venire distrutte in un tentativo di potenziamento rispetto alle armi convenzionali.
I materiali per i raffinamenti di livello 1 e 2 possono essere comprati ai grandi magazzini di "Hefei" e si chiamano rispettivamente "Blood of Sleeping Dragon" (sangue di drago dormiente) e "Blood of Crouching Dragon" (sangue di drago acovacciato [?]), il rischio di rottura di armi a questi livelli è minimo, ma sempre da considerare.
I materiali di raffinamento dal livello 3 in poi devono essere acquistati in cambio di BE e comportano maggiori rischi di rottura dell'arma raffinata, che causa la perdita dell'arma e parte delle BE spese per tentare di raffinarla, per esempio tentando un "Refine +7" (ossia di far arrivare il livello di potenziamento dell'arma a +7), il costo del materiale per questo potenziamento è di 10 BE, in caso di fallimento perderai l'arma e riceverai solo 5 BE di tutte quelle che hai speso per l'arma.
Le Blood Essence sono spesso vendute tra i giocatori a prezzi variabili in base al server.
| Level | Numero di Blood Essence Richieste (Totale)      | Colore dell'arma                                           |
| 1     | 0 (0)-Il Materiale può essere comprato a hefei. | L'arma Rimane dello stesso colore.                         |
| 2     | 0 (0)-Il Materiale può essere comprato a hefei. | L'arma Rimane dello stesso colore.                         |
| 3     | 1 (1)                                           | Debole bagliore bianco.                                    |
| 4     | 2 (3)                                           | Forte bagliore bianco.                                     |
| 5     | 4 (7)                                           | Debole bagliore verde.                                     |
| 6     | 7 (14)                                          | Forte bagliore verde.                                      |
| 7     | 10 (24)                                         | Debole bagliore blu.                                       |
| 8     | 15 (39)                                         | Forte bagliore blu.                                        |
| 9     | 20 (59)                                         | Forte bagliore rosso.                                      |
| 10    | 25 (84)                                         | Grande luce viola.                                         |
| 11    | 35 (119)                                        | Grande luce blu con piccoli fulmini all'interno.           |
| 12    | 50 (169)                                        | Grande luce rossa-arancio con piccoli fulmini all'interno. |

### Elixirs
In 9Dragons è presente anche un sistema di "Elisir" che modificano statistiche e abilità del personaggio. Quando un elisir viene consumato con successo aumenta gli attributi del personaggio di una quantità casuale (determinando minimo e massimo raggiungibili in base al livello dell'elisir). Mentre quando il consumo dell'elisir fallisce le statistiche vengono diminuite.
Sono presenti anche oggetti in grado di aumentare le possibilità di successo del consumo di un elisir e che fanno in modo di evitare che le statistiche calino troppo nel caso di un consumo fallito.
| Livello                                                                | Requisiti          | Nome                                                                                               | Aumento Statistiche |
| Elisir Livello 1: Forza, Costituzione, Destrezza, Essenza, Conoscenze. | Losing Self 1      | Violet Flower fruit, Changnao Ginseng, Fives Leaves Herbs, Blue Mind Tablet, Jade Spirit Liquid.   | Da +1 a +2(max)     |
| Elisir Livello 2: Forza, Costituzione, Destrezza, Essenza, Conoscenze. | Losing Self 1      | Gold Spirit Fruit, Heavenly Ginseng, Golden Stem Herb, Nine Yang Tablet, Biaoxian Liquid.          | Da +1 a +3(max)     |
| Elisir Livello 3: Forza, Costituzione, Destrezza, Essenza, Conoscenze. | Losing Self 1      | White Heaven Peach, Kings Ginseng, Heavenly Herb, Violet Leaf Tablet, Crystal Liquid.              | Da +1 a +4(max)     |
| Elisir Livello 4: Forza, Costituzione, Destrezza, Essenza, Conoscenze. | Gathering Chi 1    | Nine Leafs Fruit, Nine Leafs Root, Nine Leafs Herb, Nine Leafs Tablet, Nine Leafs Liquid.          | Da +1 a +5(max)     |
| Elisir Livello 5: Forza, Costituzione, Destrezza, Essenza, Conoscenze. | Opening Chi 1      | Budha's Fruit, Millennium Ginseng, Fire Spirit Herb, Fire Spirit Tablet, Earth Spirit Liquid.      | Da +1 a +6(max)     |
| Elisir Livello 6: Forza, Costituzione, Destrezza, Essenza, Conoscenze. | Revolving Chakra 1 | Hundred Herb Fruit, Millennium Herb Root, Five Elements Herb, Five Elements Tablet, Sarira Liquid. | Da +1 a +6(max)     |
| Elisir Livello 7: Forza, Costituzione, Destrezza, Essenza, Conoscenze. | Raising Light 1    | Songshan Fruit, Huashan Ginseng, Hengshan Herb, Taishan Tablet, Shaluo Liquid                      | Da +1 a +6(max)     |
| Elisir Livello 8: Forza, Costituzione, Destrezza, Essenza, Conoscenze. | Five Dragons 1     | | adds +1 to +6(max)  |

Notare che gli elisir Livelli 7 e 8 non sono ancora stati implementati nella versione di Acclaim. I nomi degli elisir livello 7 derivano dalla traduzione in inglese dei nomi degli elisir delle versioni in cui sono già implementati. Come tali non sono confermati e sono riferiti a voci provenienti dai forum ufficiali.